# مجلة القانون الأساسي
القانون الأساسي أو قانون الدستور هي أحد المنشورات التابعة لحزب تركيا الفتاة، أعضاء لجنة الاتحاد والترقي .   وقد نشرته اللجنة المنفية في القاهرة في الفترة 1896-1899.

## التاريخ والملف الشخصي
أطلق تركيا الفتاة مجلة القانون الأساسي في القاهرة في 21 كانون الأول 1896. كانت المجموعة بقيادة السيد قدري أفندي [الإنجليزية] والشيخ علي زاده محي الدين اللذين كانا عضوين في فرع القاهرة للجنة الاتحاد والترقي. وقد دعموا جناح جنيف في اللجنة.
كانت المجلة تصدر أسبوعيًّا عن دار نشر تحمل نفس الاسم يوم الاثنين. وقد أُعلن أن هدف "القانون الأساسي" هو إعلام الناس وتحرير "الوطن المقدس" على أسس الشريعة والوطنية. وقد غطت مقالات تتعلق بسياسات السلطان العثماني عبد الحميد، والخلافة الإسلامية والعالم الإسلامي. وقد تبنت المجلة موقفًا سياسيًّا إسلاميًّا. دعت إلى رفض التمييز ضد المسلمين بسبب طوائفهم شيعة وسنة وصوفية، وأن كل هذا لن يجلب إلا الدمار إلا بزوال هذه العصبيات. ظلت المجلة الأسبوعية موجودة حتى عام 1899.